# Мајло (Мејн)
Мајло (енгл. Milo) насељено је место без административног статуса у америчкој савезној држави Мејн.

## Демографија
По попису из 2010. године број становника је 1.847, што је 51 (-2,7%) становника мање него 2000. године.
| Група             | 2000.         | 2010.         |
| Белци             | 1.867 (98,4%) | 1.780 (96,4%) |
| Афроамериканци    | 8 (0,4%)      | 21 (1,1%)     |
| Азијати           | 2 (0,1%)      | 6 (0,3%)      |
| Хиспаноамериканци | 4 (0,2%)      | 18 (1,0%)     |
| Укупно            | 1.898         | 1.847         |